# Фейрчайлдит
Фейрчайлдит (англ. fairchildite; нім. Fairchildit m) — мінерал, карбонат калію та кальцію острівної будови.
Названий за прізвищем американського хіміка-аналітика Дж. Г. Фейрчайлда (Ch.Milton, J.Axelrod, 1946).

## Опис
Хімічна формула: K2Ca(CO3)2.
Містить (%): K2O — 39,5; CaO — 23,5; CO2 — 37,0. Диморфний з бючліїтом (продукт гідратації Ф.).
Сингонія гексагональна. Утворює тонковолокнисті маси, мікроскопічні кристалики у шлаках, які виникли в процесі сплавлення золи із стовбурів дерев. Спайність досконала по (0001). Колір білий.

## Поширення
Зустрічається з бючліїтом та кальцитом у спеченому попелі, частково звугленій деревині.